# Der Syndikalist
Der Syndikalist est un journal anarcho-syndicaliste allemand, organe de l'Union libre des travailleurs d'Allemagne (Freie Arbeiter-Union Deutschlands, FAUD), publié de 1918 à 1932.

## Histoire
Der Syndikalist paraît en décembre 1918 en succession des journaux interdits Die Einigkeit et Der Pionier avec un tirage initial de 10 000 exemplaires. Avec un tirage de 120 000 exemplaires en 1920, ce journal est, après le magazine Die Internationale, l'organe de presse le plus important du mouvement anarcho-syndicaliste allemand. En 1924, le tirage est de 25 000 exemplaires. Édité par sa propre maison (de) dirigée par Fritz Kater, le journal est principalement rédigé par des membres de la FAUD. En 1924, Willi Paul (de) est arrêté et accusé à cause de son Appel à la grève générale. En 1931, Der Syndikalist est plusieurs fois interdit et s'arrête pour cette raison en 1932. Mais il reprend sous le titre Arbeiterecho en 1933.
Der Syndikalist est un journal de huit pages qui paraît chaque semaine et contient une fois par mois un supplément Der Frauenbund, organe de l'Union féminine syndicaliste (Syndikalistischer Frauenbund (SFB) (de) ainsi que d'autres : Der Bauindustriearbeiter; Illustriertes Arbeiterblatt; Die junge Menschheit; Für den Binnenschiffer; Jugendwille. Certains numéros ont un sujet unique : le no 38 Helfer beim Aufbau est consacré au chalet de Bakounine (de). Participent à la rédaction : Augustin Souchy, Max Winkler, Helmut Rüdiger, Gerhard Wartenberg et Fritz Köster. Wartenberg est également le rédacteur en chef du journal Der Bakunist (1926) et apporte une responsabilité éditoriale à ce journal puis à Arbeiterecho. Les autres contributeurs sont : Emma Goldman, Rudolf Rocker, B. Traven[réf. nécessaire], Alexandre Berkman, Artur Streiter (de), Otto Rühle, Gregor Gog (de).

## Arbeiterecho
Le journal Arbeiterecho paraît en 1933 en succession de Der Syndikalist, édité par FAUD, le rédacteur en chef est Gerhard Wartenberg. Le numéro 1 a comme sous-titres « Organe de l'anarcho-syndicalisme allemand atteignant dans la masse des travailleurs » et « Saisi de nombreuses fois, des procès contre sa rédaction, accablé de poursuites de toutes les façons ». Dans le no 3, Fritz Benner, membre de la FAUD, écrit comment « les autres organisations de travailleurs ont repris les méthodes de combat anarcho-syndicaliste comme le boycott et la grève des locataires » et les travailleurs proches du SPD et du Reichsbanner Schwarz-Rot-Gold ensemble avec les communistes et les syndicalistes ont mené la résistance contre le nazisme. La publication mensuelle du journal avec un tirage de 8 000 à 10 000 exemplaires, en un grand format, se veut l'expression du mouvement ouvrier et montrer la voie vers la révolution. Le journal est interdit le 16 février 1933.

## Source, notes et références
- (de) Syndikalismusforschung

- (de) Cet article est partiellement ou en totalité issu de l’article de Wikipédia en allemand intitulé « Der Syndikalist » (voir la liste des auteurs).